# Inés Ayala Sender
Pour les articles homonymes, voir Sender.
Inés Ayala Sender, née le 28 mars 1957 à Saragosse et morte le 25 juillet 2024, est une femme politique espagnole membre du Parti socialiste ouvrier espagnol (PSOE). Elle est députée européenne de 2004 à 2019.

## Biographie
Au Parlement européen, Inés Ayala Sender fait partie du groupe de l'Alliance progressiste des socialistes et démocrates au Parlement européen. Elle est membre de la commission du contrôle budgétaire et membre de la commission du transport et tourisme.